# El Refugio, Tampacán
El Refugio är en ort i Mexiko.   Den ligger i kommunen Tampacán och delstaten San Luis Potosí, i den sydöstra delen av landet, 220 km norr om huvudstaden Mexico City. El Refugio ligger 95 meter över havet och antalet invånare är 320.
Terrängen runt El Refugio är huvudsakligen kuperad, men åt sydost är den platt. Runt El Refugio är det ganska tätbefolkat, med 67 invånare per kvadratkilometer. Närmaste större samhälle är Tamazunchale, 8,9 km söder om El Refugio. I omgivningarna runt El Refugio växer huvudsakligen savannskog.